# أبو محمد المرتعش
أَبُو محَمّد عبد الله بن محَمّد المرتعش النّيسَابُوري، وقيل أن اسمه جعفر بن محمد المرتعش، هو أحد علماء أهل السنة والجماعة ومن أعلام التصوف السني في القرن الرابع الهجري، قال عنه الخطيب البغدادي بأنه: «من كبار مشايخ الصوفية»، وهو من محلّة الحيرة، وقيل من ملقاباذ، وكَانَ من ذوي الأموال، فتخلى عنها وصحب الفقراء مثل الجنيد، وأبي حفص الحداد، وأبي عثمان الحداد. أقام في بغداد بمسجد الشونيزية حتى صَار أحد مشايخ العراق وأئمتهم، قال أبو عبد الله الرّازيّ: «كانَ مَشَايخ العراق يقولونَ: عجائب بغداد في التصوف ثَلَاث: إشارات الشبلي ونكت المرتعش وحكايات جعفر الخُلديّ».

## قصة توبته وسلوكه للتصوف
ورد في قصّة توبته وسبب سلوكه لطريق التصوف أنه قال عن نفسه: «كنت بن دهقان، فبينا أنا جالس على باب داري بنيسابور إذ جاء شاب عليه مرقعة وعلى رأسه خرقة، وأشار إليّ متعرضاً لي إشارة لطيفة، فقلت في نفسي: «شاب جلد صحيح البدن لا يأنف من هذا!» ولم أرد عليه جواباً، فصاح في وجهي صيحة أفزعتني ووجدت من قوله رعباً شديداً ثم قال: «أعوذ بالله مما خامر في سرك واختلج به صدرك»، فغشي عليّ وسقطتُ على وجهي، فخرج خادم لنا فرآني على تلك الحال فرفع رأسي من الأرض وجعله في حجره واجتمع حولي خلق كثير، فما أفقت إلا بعد حين وقد مر الشاب وليس أراه فتحسرت عليه وندمت على ما كان مني، فبت ليلتي بغمّ فرأيت علي بن أبي طالب في منامي ومعه ذاك الشاب، وعلي يشير إلي ويؤنبني ويقول: «إن الله لا يجيب سؤال مانع سائليه» فانتبهت ففرقت ما كان لي وخرجت إلى السفر، فسمعت بوفاة والدي بعد خمس عشرة سنة، فرجعت وسألت الله تعالى العون على خلاصي مما ورثت فأعان الله تعالى».

## من أقواله
- سُكُون الْقلب إِلَى غير الْمولى تَعْجِيل عُقُوبَة من الله فِي الدُّنْيَا.[2]
- الإرادة: حبس النفس عن مراداتها، والإقبال على أوامر الله تعالى، والرضا بموارد القضاء عليه.[3]
- من ظن أن أفعاله تنجيه من النار وتبلغه الرضوان فقد جعل لنفسه ولفعله خطراً، ومن اعتمد على فضل الله بلغه الله أقصى منازل الرضوان.[4]

## وفاته
كانت وفاة المرتعش في مسجد الشونيزية ببغداد في العراق سنة 328 هـ الموافق 940، وقال قبل وفاته: «انظروا ديوني»، فنظروا فقالوا: «بضعة عشر درهماً»، فَقَالَ: «انظروا خريقاتي»، فلما قربت منه، قال: «اجعلوها في ديوني، وأرجو أن الله يعطيني الكفن»، ثم قَالَ: «سألت الله ثلاثاً عند موتي فأعطانيها، سألته أن يميتني على الفقر، وسألته أن يجعل موتي في هذا المسجد فقد صحبت فيه أقواماً، وسألته أن يكون حولي من آنس به وأحبه»، وغمض عينيه ومات بعد ساعة.